# Lúč na Ostrove
Lúč na Ostrove és un poble i municipi d'Eslovàquia que es troba a la regió de Trnava, a l'oest del país.

## Història
La primera menció escrita de la vila es remunta al 1248.

## Demografia
| Godina             | 1994 | 2004   | 2014   | 2024   |
| ------------------ | ---- | ------ | ------ | ------ |
| Nombre de persones | 723  | 755    | 722    | 733    |
| Diferència         |      | +4,42% | −4,37% | +1,52% |

| Godina             | 2023 | 2024   |
| ------------------ | ---- | ------ |
| Nombre de persones | 713  | 733    |
| Diferència         |      | +2,80% |